# Explosie van Halifax
De explosie van Halifax vond plaats op donderdag 6 december 1917. Op die dag werd de stad Halifax in de Canadese provincie Nova Scotia verwoest door de ontploffing van de SS Mont Blanc. Dit Franse vrachtschip was een half uur eerder door een misverstand in aanvaring gekomen met het Noorse vrachtschip SS Imo in "The Narrows", een smal gedeelte van de haven van Halifax. De explosie veroorzaakte een tsunami en een schokgolf die bomen deed breken, ijzeren rails verboog, huizen vernielde, schepen op de wal wierp en fragmenten van de Mont Blanc over kilometers verspreidde. Ongeveer 2000 personen werden gedood en naar schatting 9000 mensen raakten gewond. Het is nog steeds een van de grootste door de mens veroorzaakte niet-nucleaire explosies.
Om 8:40 uur in de ochtend kwam de Mont Blanc in aanvaring met de Imo. Ten tijde van het ongeval was de Mont Blanc gecharterd door de Franse regering en had een lading explosieve stoffen (voornamelijk TNT en picrinezuur) aan boord voor het Franse leger. De ongeladen Imo was gecharterd door de Commissie voor Hulp aan België en zou voedsel aan boord nemen voor België. Zo'n tien minuten na de botsing raakte de Mont Blanc in brand. Zij explodeerde ongeveer 25 minuten later, om 9:04:35 uur. Alles in een gebied ter grootte van twee vierkante kilometer werd weggevaagd, inclusief de nabijgelegen dorpen Richmond en Dartmouth.

## Halifax in oorlogstijd

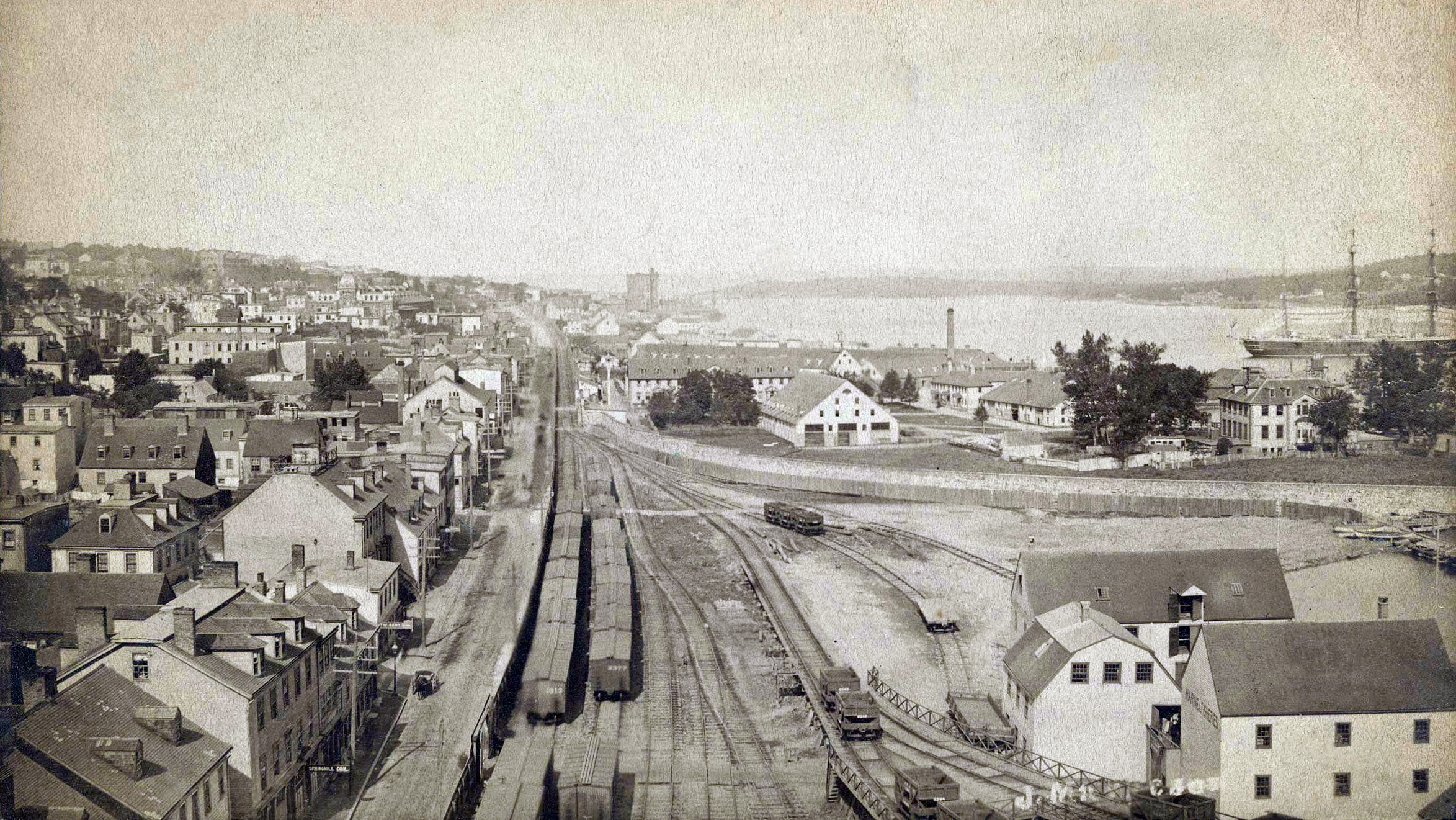
Gezicht op Halifax voor de explosie. Genomen vanaf de graansilo noordwaarts richting de Acadia Sugar Refinery. ca. 1900.

Tijdens de Eerste Wereldoorlog ontwikkelde het strategisch gelegen Halifax zich tot een grote haven en marinebasis. De stad heeft een van de grootste natuurlijke havens in Canada die constant ijsvrij is. Bovendien profiteerde zij van de goede treinverbindingen van de maatschappij "Intercolonial Railway of Canada" met de rest van Canada en steden in de Verenigde Staten.
De haven werd een belangrijk vertrekpunt voor oorlogsvoorraden, troepenschepen naar Europa vanuit Canada en de Verenigde Staten, en een aankomstpunt voor de hospitaalschepen met gewonden vanuit Europa. Alle neutrale schepen met bestemming Noord-Amerika moesten zich in Halifax melden voor inspectie. Nadat Duitse onderzeebootaanvallen waren begonnen, werd de rol van Halifax nog belangrijker. De koopvaardijschepen die op weg naar Europa gingen, moesten zich hier verzamelen voor de konvooien met marine-escorte. Een groot garnizoen beschermde de stad met forten, geschutsopstellingen en anti-duikbootnetten. Dit zorgde voor een snelle militaire en industriële ontwikkeling en bevolkingsgroei.

## Botsing en brand
De doortocht van schepen in twee richtingen door het nauwe en gebogen havendeel (doorgaans "The Narrows" genoemd) dat het Bedford Basin verbindt met de Atlantische Oceaan, was niet aan beperkingen onderhevig. Zolang de schepen zich hielden aan de gebruikelijke maatregelen om botsingen te voorkomen waren er geen regels voor de richting of een vaargeul waarin men voer. Kort nadat op 6 december de anti-duikbootnetten waren geopend, om ongeveer 7:30 uur, vertrok de SS Imo via de stuurboord (rechter) vaargeul. Zij naderde een tegemoetkomend Amerikaans schip op de wilde vaart. Volgens nautische voorschriften passeren schepen elkaar aan de bakboordzijde (links) waarbij beide schepen naar stuurboord varen. De twee schepen kwamen overeen elkaar aan de verkeerde (stuurboord) zijde passeren, waarbij de Imo naar bakboord stuurde. Dit was handig voor het binnenkomende schip dat ging aanleggen aan de zijde van Halifax aan de zuidzijde van "The Narrows". De twee stoomschepen passeerden elkaar zonder problemen.
Om ongeveer 8:15 uur was de Imo in de stuurboord vaargeul toen zij de Stella Maris tegemoet voer. Deze sleepboot had twee aken op sleeptouw en ontweek de Imo door aan de kant van Halifax te blijven. Zij passeerde de Imo dus ook aan de verkeerde kant waardoor deze in de bakboord vaargeul kon blijven.
Maar terwijl de Imo verder voer kwam zij nog een binnenkomend schip tegen. Het Franse stoomschip Mont Blanc kwam binnen via de stuurboord vaargeul. Door middel van fluitsignalen maakten beide schepen kenbaar dat zij op hun koers wilden blijven, een ramkoers. Kapitein Le Medec gaf uiteindelijk order om hard naar bakboord te draaien, waarmee het schip in de centrale vaargeul zou komen. Op hetzelfde moment gaf de kapitein van de Imo bevel het schip te stoppen. Echter, door het schroefeffect van de propellers veranderde het van koers en kwam ook in de centrale vaargeul terecht. De late ontwijkende manoeuvres van beide schepen brachten ze opnieuw op ramkoers.
Om ongeveer 8:45 uur boorde de boeg van de SS Imo zich in de stuurboordzijde van de SS Mont Blanc. Dit veroorzaakte vonken bij de voorraad benzeen. en picrinezuur De Imo probeerde vervolgens los te komen, wat nog meer vonken veroorzaakte. Door de vonken waren de op het dek opgeslagen vaten benzeen inmiddels in brand geraakt.
De bemanning van de Mont Blanc was niet in staat de brandblusmaterialen te bereiken, waardoor het vuur al snel onbeheersbaar werd. Zich bewust van de kwetsbare en gevaarlijke lading gaf de kapitein al spoedig opdracht het schip te verlaten. Binnen tien minuten bereikten de twee roeiboten met in totaal veertig bemanningsleden veilig de wal aan de Dartmouth-zijde van "The Narrows". Het brandende schip dreef vervolgens af naar de Halifax-zijde. De bemanning heeft wel geprobeerd de bevolking te waarschuwen, maar aangezien zij alleen Frans spraken begreep de Engelstalige bevolking hen niet. Andere schepen schoten te hulp in een poging de brand te blussen, zich niet bewust van de gevaarlijke lading. Pogingen om het schip te laten zinken faalden aangezien de afsluiters gesloten waren en door de brand onbereikbaar waren. Ook de marineschepen HMCS Niobe en HMS Highflyer zonden hulptroepen.
Honderden toeschouwers verzamelden zich op de kaden van de haven om te kijken naar de vlammen spuwende Mont Blanc. Uiteindelijk dreef zij naar Pier 6 aan de Richmond-zijde van de waterkant. Daar sloeg de brand over naar land doordat een kleine lading munitie, die opgeslagen was op de pier, vlam vatte. Brandalarm nummer 83 werd spoedig in werking gesteld en toen Constant Upham, een plaatselijke winkelier, zag wat er gebeurde belde hij verschillende andere brandweerposten. Kazerne West Street (Post 2) herbergde de eerste gemotoriseerde brandweerwagen, een in 1913 gebouwde American LaFrance pompcombinatie. Leden van de Halifax Fire Department aan boord van de Patricia en door paarden getrokken materieel uit de kazernes in Brunswich Street, Gottingen Street en Quinpool Road haastten zich naar Pier 6.

## Explosie en nasleep

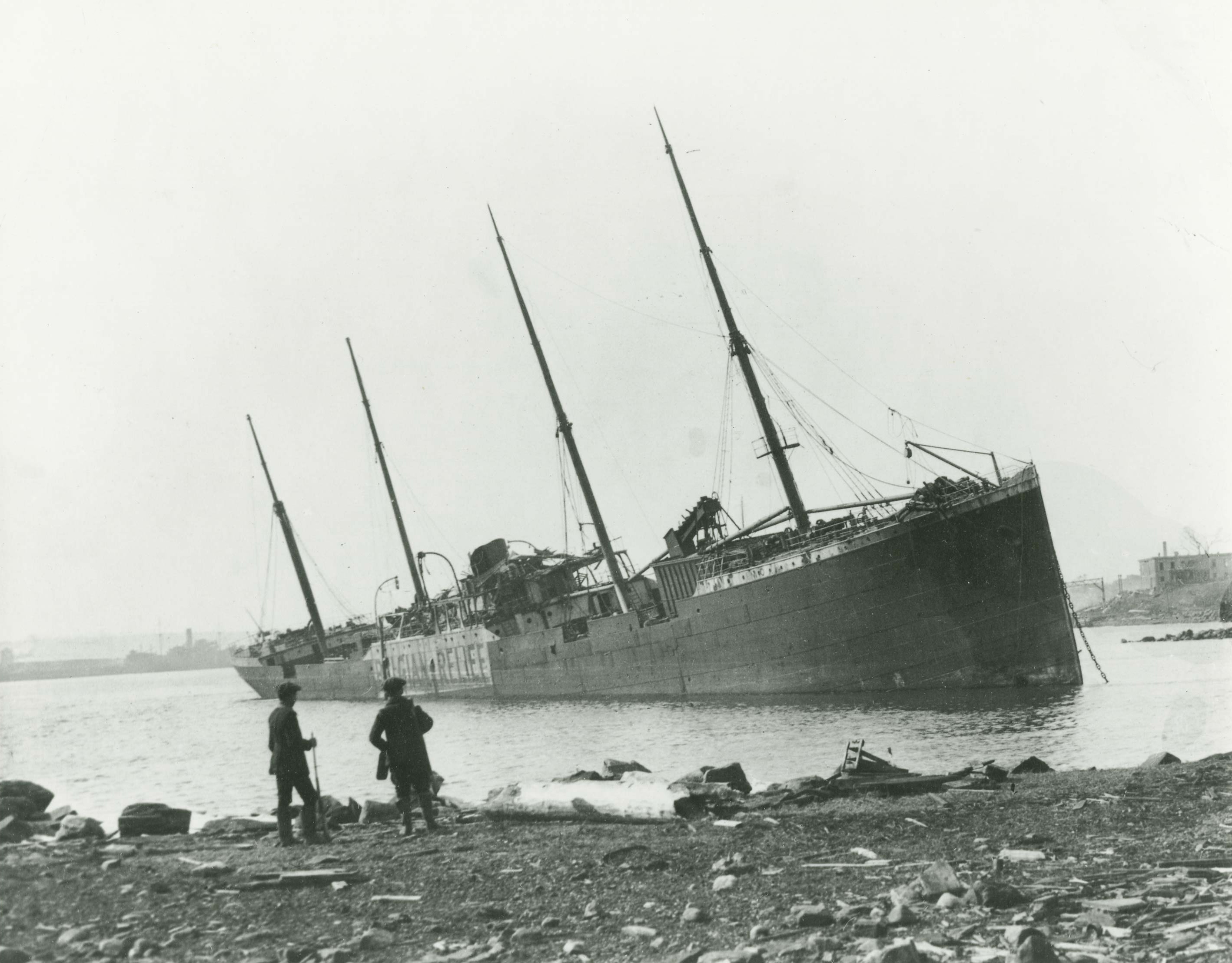
De aan de grond gelopen SS Imo

Om 9:04:35 uur explodeerde de lading van de Mont Blanc met een kracht groter dan ooit door de mens veroorzaakt. Het TNT-equivalent bedroeg 3 kiloton (ongeveer 1,26 × 1013 joule). Ter vergelijking: de Atoombommen op Hiroshima en Nagasaki hadden een geschat TNT-equivalent van 15 kiloton. Het schip werd direct vernietigd in de gigantische vuurbal die een hoogte van 1,9 kilometer bereikte en waarbij een grote paddenstoelwolk gevormd werd. Stukken heet metaal regenden neer op Halifax en Dartmouth. De kracht van de ontploffing veroorzaakte een tsunami die bij Halifax een hoogte van 18 meter boven het hoogwaterniveau bereikte. Er is weinig informatie vastgelegd over de tsunami aangezien de meeste getuigen verdoofd en gewond waren toen de golf aan land kwam. Het heeft wel bijgedragen aan het dodental aangezien hij veel gewonden aan de havenkant het water in sleurde waar zij verdronken. De Imo werd door de tsunami bij Dartmouth op de kust geworpen. Kapitein Haakon From en het grootste deel van de bemanning die aan dek of op de brug was, werden hierbij gedood. Gedurende ongeveer tien minuten viel een zwarte regen van onverbrande koolstof over de stad en overdekte de overlevenden en de restanten van de stad met roet.

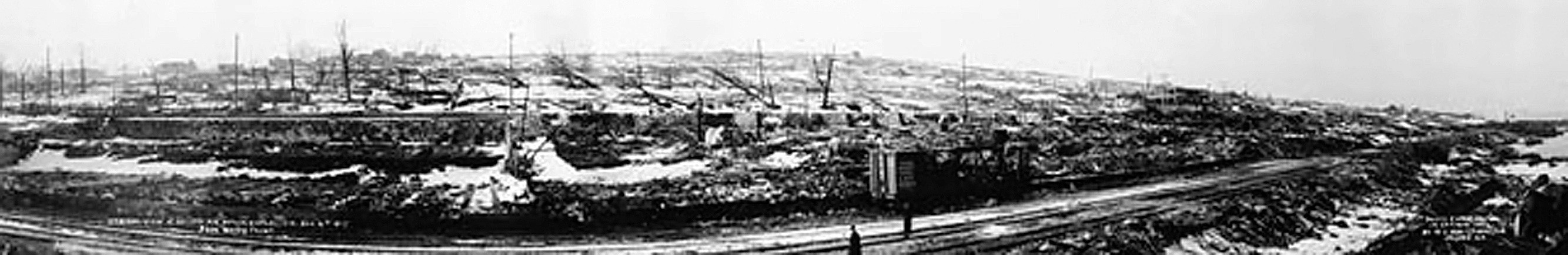
Uitzicht vanaf de waterkant naar het westen vanaf de ruïnes van de suikerfabriek op het weggevaagde Richmond District enkele dagen na de explosie. De overblijfselen van Pier 6, plaats van de ontploffing, zijn uiterst rechts te zien.

Aangezien de explosie plaatsvond in de winter, vielen door de schokgolf vele brandende lampen, kachels en ovens om. Dit veroorzaakte op vele plaatsen branden, met name in de buurt North End. Hele straten gingen hier in vlammen op. Zo pal voor de winter had iedereen grote voorraden hout en kolen in huis, wat de branden nog extra brandstof gaf. Vele mensen zaten gevangen in de resten van hun huis en waren weerloos tegen de zich rap verspreidende branden. De problemen werden nog verergerd toen de brandweer uit andere plaatsen en dorpen begon te arriveren. Zij kwamen tot de nare ontdekking dat slangen niet op de brandkranen aangesloten konden worden doordat de aansluitingen niet gestandaardiseerd waren. Men had echter geluk met het weer en tegen de avond hadden de brandweer, het leger en tal van vrijwilligers de meeste branden onder controle.

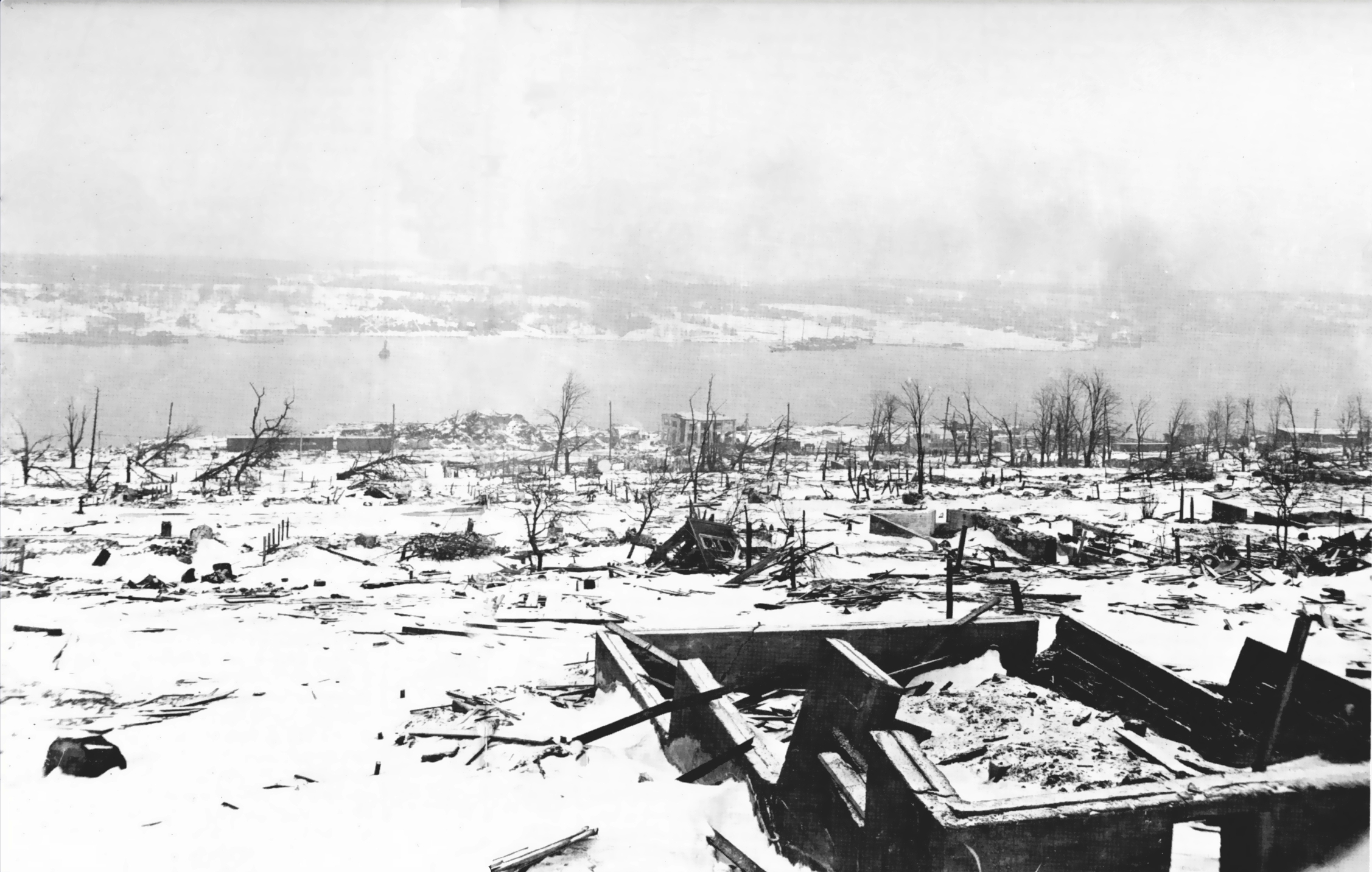
Een blik op de verwoestingen in Halifax twee dagen na de explosie, kijkende naar de Dartmouth-zijde van de haven.

Ongeveer 1,32 vierkante kilometer van Halifax werd verwoest. In wezen werd een gebied binnen een straal van 1600 meter van de explosie in een oogwenk onbewoonbaar. Veel mensen die zich rondom het schip hadden verzameld, als vrijwilliger of als toeschouwer, werden door de ontploffing dan wel door de daarop volgende tsunami gedood. Anderen, met name mensen die thuis hadden staan te kijken, werden gedood, gewond of blind toen de schokgolf hun ramen verbrijzelde en het glas van de ruiten als vlijmscherpe speren naar binnen joeg.
Professor Howard Brenson van Dalhousie University schreef later dat de ramp gebouwen had beschadigd en ruiten ingeblazen in de wijde omgeving. Zelfs Lower Sackville en Windsor Junction, zo'n 16 kilometer verderop, werden getroffen. Gebouwen schudden en spullen vielen van planken in Truro (84 km) en New Glasgow (127 km). De explosie werd gevoeld en gehoord in Charlottetown, Prince Edward Island, ongeveer 180 km ten noorden, en Cape Breton, 266 km ten noordoosten van Halifax.
Fragmenten van de Mont Blanc regenden overal in de stad neer. Een 517 kilogram zwaar deel van het anker van de SS Mont Blanc kwam 3780 meter ten zuiden van de klap aan de overzijde van de Northwest Arm, nabij Anchor Drive neer (kaart  Halifax). Het is nu deel van een monument op de hoek van Spinnaker Drive en Anchor Drive. Een kanonloop kwam neer in de buurt van Albro Lake in Dartmouth, zo'n 5,5 km naar het oosten. Een ander brokstuk kwam terecht in de muur van St Paul's Church, waar men het als gedenkteken heeft laten zitten. Een rotsblok van ongeveer 1 ton, vermoedelijk afkomstig van de bodem van de haven, kwam neer op de SS Picton.
Het gebouw van de Royal Naval College of Canada werd verwoest en verschillende cadetten en instructeurs raakten hierbij verminkt.

### Geruchten over een tweede explosie
Een gerucht over een tweede explosie ontstond ongeveer een uur na de eerste explosie. Ondanks het grote aantal gedisciplineerde reddingswerkers, waaronder vele militairen - en hoewel er geen bewijzen zijn van een evacuatieorder - begonnen soldaten het gebied te ontruimen. Vermoedelijk deden zij dit omdat zij de opstijgende rook bij het Marine munitiemagazijn bij Wellington Barracks zagen als de voorbode van een nieuwe explosie. In dit magazijn lagen inderdaad explosieven en munitie opgeslagen. De waargenomen rook en stoom werden echter veroorzaakt door het marinepersoneel dat de op het terrein terechtgekomen brandende kolen aan het blussen was.
Veel reddingspogingen werden beëindigd toen massa's mensen vluchtten naar hoger gelegen gronden en de open gebieden van Citadel Hill, Point Pleasant Park en de Halifax Commons in opdracht van geüniformeerde mannen. Zowel hulpverleners als slachtoffers moesten daarom wachten tot rond het middaguur, toen de situatie duidelijk werd. Sommige groepen reddingswerkers hadden echter de evacuatieorders genegeerd en waren blijven doorwerken. In de chaos en verwarring kon de angst voor een Duitse aanval welig tieren, waardoor velen geloofden dat de explosie opzet was. Dat wakkerde de angst voor een tweede explosie alleen maar verder aan.

### Sneeuwstorm
De volgende dag woedde een sneeuwstorm die 40 centimeter sneeuw achterliet. Degenen die nog vastzaten in de puinhopen werden overgeleverd aan de bittere koude. Dit kostte vele gewonden alsnog het leven. Reddingswerkers waren gedwongen in dit weer door te werken en vele daklozen moesten beschutting zoeken waar dat maar mogelijk was. De huizen die nog overeind stonden, hadden door de schokgolf geen ramen meer. Men probeerde daarom de openingen te dichten met teerpapier, kleden en wat men maar kon vinden om de storm buiten te houden. Anderzijds was de sneeuw wel de brandweerlieden behulpzaam bij het blussen van de branden.

### Onduidelijkheid over de oorzaak
De meerderheid van de bevolking van Halifax verwachtte een Duitse aanval toen de explosie plaatsvond. Zelfs na de explosie, ten tijde van de reddingswerken, bestond deze angst. Daarom werden de verduisteringsvoorschriften ook op rigide wijze gehandhaafd, hoewel dat de reddingswerken hinderde.
De krant Halifax Herald hield op opvallende wijze deze angst nog enige tijd gaande, bijvoorbeeld door te schrijven dat de Duitsers de spot dreven met de slachtoffers van de explosie. De Noorse roerganger van de SS Imo, Johan Johansen, wekte verdenking toen hij geld bood om uit het ziekenhuis ontslagen te worden. Hij werd prompt gearresteerd. Verder onderzoek leverde ook een brief op van deze zeeman, waarschijnlijk in het Duits, wat duidelijk bewees dat hij een spion was. Later kwam men erachter dat deze Noor de brief gewoon in het Noors geschreven had. Het merendeel van de Duitsers in Halifax werd opgepakt en gevangengenomen. De angst ebde pas weg toen de werkelijke oorzaak van de ramp aan het licht kwam.

## Dood en verderf

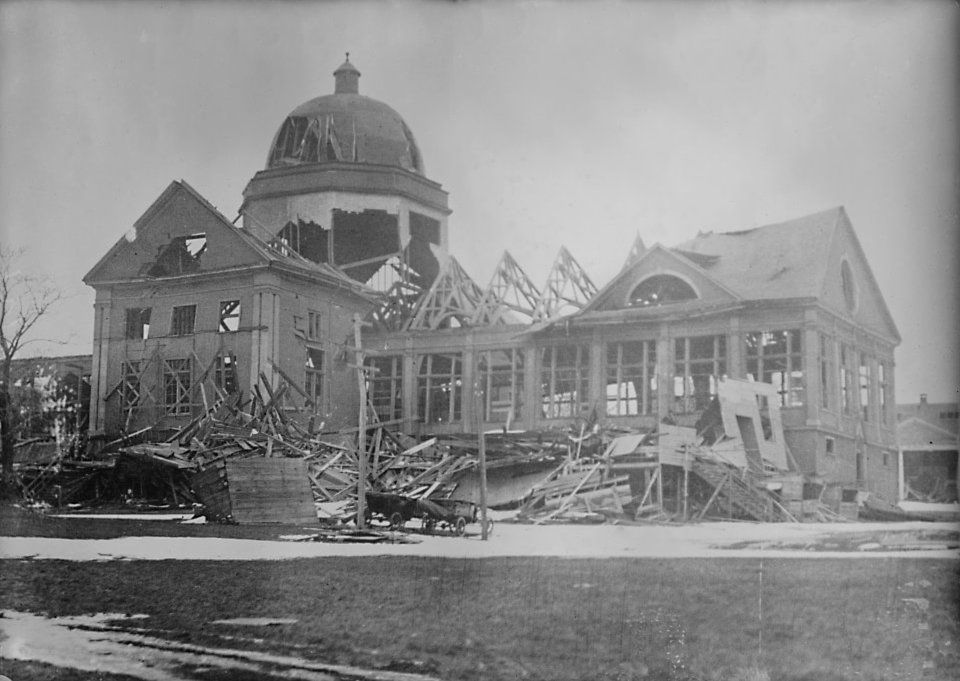
Na de explosie: Halifax' Exhibition Building

Het is niet precies bekend hoeveel doden er bij deze ramp zijn gevallen. Doorgaans schat men het aantal doden op tweeduizend. De officiële lijst telt 1950 namen. Zo'n 1600 mensen stierven direct door de explosie, de tsunami en het instorten van gebouwen. Daarnaast raakten 9000 mensen gewond, waarvan 6000 ernstig. Er werden 1630 huizen verwoest en ruim 12 000 beschadigd. Ongeveer 6000 mensen raakten dakloos en naar schatting 25 000 mensen leefden in meer of minder beschadigde huizen. Het industriegebied was grotendeels verdwenen waarbij ook veel arbeiders omgekomen waren. Ook de werf was zwaar beschadigd.
De explosie van de Mont Blanc doodde meer inwoners van Nova Scotia dan de hele Eerste Wereldoorlog. Meer gedetailleerde schattingen gaan ervan uit dat onder de doden er 600 waren onder de leeftijd van 15 jaar, 166 waren arbeiders, 134 soldaten en matrozen, 125 waren ambachtslieden, en 39 werkten voor de spoorwegen.

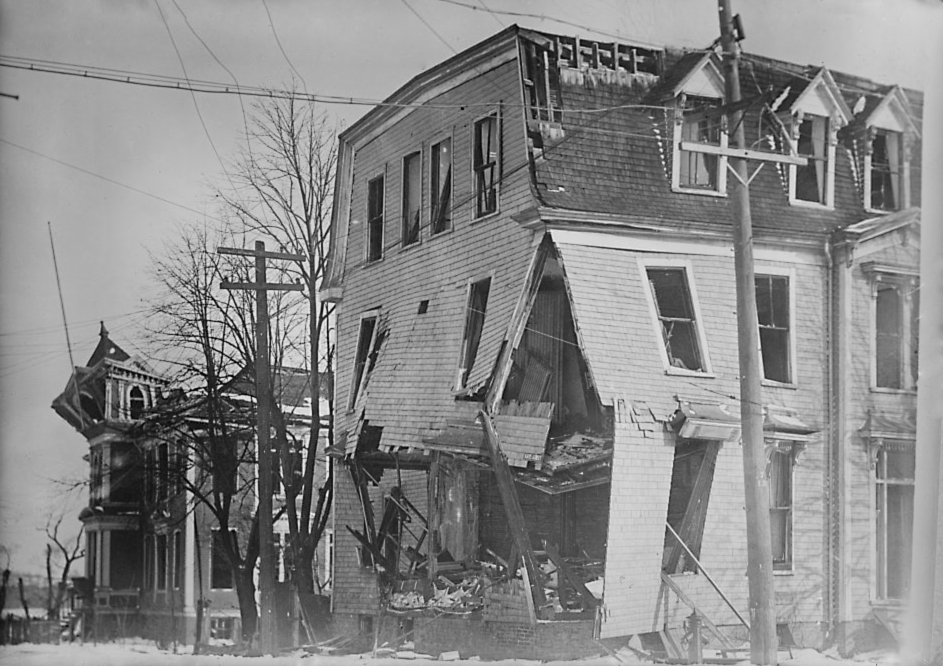
Beschadigde huizen

Veel van de verwondingen veroorzaakt door de explosie veroorzaakten levenslange invaliditeit. Velen raakten geheel of gedeeltelijk blind door rondvliegend glas. Duizenden mensen waren immers gestopt om naar het brandende schip te kijken, vaak vanuit woningen of winkels. Zij stonden veelal recht in het pad van de scherven van de versplinterde ramen. Ongeveer 600 mensen hadden oogletsel opgelopen, waarvan 38 permanent het zicht verloren hadden. Het grote aantal oogletsels gaf de behandelende artsen een beter inzicht en bewerkstelligde, samen met de kort daarvoor opgerichte Canadian National Institute for the Blind, een belangrijke verbetering van de behandelmethoden voor beschadigde ogen. Halifax werd internationaal bekend als een centrum voor de zorg voor blinden, goed voor een groot aandeel in het aantal patiënten.
Er was naar schatting 35 miljoen Canadese dollar aan schade volgens het prijspeil van 1917 (omgerekend naar het prijspeil van 2007: 500 miljoen).

## Getroffen gemeenschappen
In de buurt "North End" van Richmond viel het grootste aantal slachtoffers van de explosie. Maar ook andere dorpen en nederzettingen werden getroffen.

### Dartmouth
De Dartmouth-zijde van de haven was niet zo dichtbevolkt als de Halifax-kant en lag bovendien in de volle breedte van de haven ver verwijderd van de explosie. Ondanks de afstand werd Dartmouth zwaar getroffen en zwaar beschadigd. Naar schatting honderd mensen kwamen om het leven. Ook hier werden de ramen ingeblazen. Vele gebouwen raakten beschadigd of werden verwoest, waaronder de Oland Brewery en delen van de Starr Manufacturing Company. Het Nova Scotia Hospital was het enige hospitaal aan de Dartmouth-zijde van de haven en kreeg daardoor veel van de gewonden te verzorgen.

### Mi'kmaq-nederzetting
De kleine Mi'kmaq-nederzetting recht tegenover Halifax in "Tuft's Cove" (ook wel "Turtle Cove" genoemd) werd compleet weggevaagd. Helaas is weinig informatie bekend over de gevolgen van de ramp op deze First Nations-gemeenschap. Uit de beschikbare gegevens blijkt dat er negen doden werden geborgen en dat de nederzetting na de ramp definitief verlaten werd.
De nederzetting was reeds bekend in de 16e eeuw en stond sinds 6 november op de nominatie om verplaatst te worden naar een Indianenreservaat. Minder dan 20 families leefden hier nog toen de ramp zich voltrok.

### Africville
De zwarte gemeenschap van Halifax woonde in Africville, aan de zuidelijke oever van Bedford Basin, grenzend aan het schiereiland. Het lag deels in de "schaduw" van hoger terrein en ontsnapte daardoor aan de volle kracht van de schokgolf. De vele kleine en fragiele huizen werden desondanks zwaar beschadigd maar bleven wel overeind staan. Inwoners van Africville rapporteerden vijf doden in hun midden. Africville kreeg na de explosie maar weinig uit de beschikbare hulpfondsen, waardoor er geen grootschalige verbeteringen plaatsvonden, zoals wel in andere delen van de stad.

## Reddingswerk
Verschillende individuele personen, groepen en organisaties namen deel aan het reddingswerk en hulp in de periode na de ramp. Een aantal van hen wordt hier nader uitgelicht.

### Vince Coleman
Het dodental had aanzienlijk hoger kunnen zijn als de treindienstleider van de Intercolonial Railway alleen aan zichzelf gedacht had. P. Vincent (Vince) Coleman werkte ten tijde van de ramp op het spoorwegemplacement in Richmond. Hij en zijn collega hoorden van een vluchtende zeeman van het gevaar van de brandende Mont Blanc en vluchtten ook weg. Coleman herinnerde zich echter dat er binnen enkele minuten een passagierstrein uit Saint John, New Brunswick moest arriveren. In een daad van zelfopoffering keerde hij terug naar zijn post en verstuurde een telegram om de trein te stoppen:

Stop de trein. Munitieschip in brand in de haven. Nadert Pier 6 en gaat ontploffen. Dit zal mijn laatste bericht wel worden. Vaarwel jongens.

Dit bericht van Coleman bracht alle treinen op weg naar Halifax tot stilstand en informeerde alle posten van de Intercolonial Railway over de situatie. Daardoor waren spoorwegmensen ook de eersten die konden reageren op de ramp. Er wordt aangenomen dat de trein uit Saint John de waarschuwing ook ontving, aangezien hij stopte op een veilige afstand in Rockingham. Hiermee werden mogelijk de levens gered van de ongeveer 300 passagiers in de trein. De geredde trein werd later gebruikt om gewonde en dakloze overlevenden te voeren naar Truro.
Coleman stierf op zijn post toen de explosie de stad trof. Hij wordt vereerd als een held in de geschiedenis van Canada. Er is ook een zogenaamde "Erfgoed Minuut" (een film van 1 minuut) over hem gemaakt, een eer voorbehouden aan werkelijk bijzondere personen.

### SleepbootStella Maris
De sleepboot sleepte enkele aken ten tijde van de explosie. De Stella Maris (waarlijk een "Sterre der Zee") reageerde onmiddellijk op de brand. Zij ankerde haar aken en kwam langszij de Mont Blanc. De bemanning begon direct te blussen en trof voorbereidingen om het schip weg te slepen van de stad. De explosie doodde negentien van haar bemanningsleden. Vijf bemanningsleden overleefden op miraculeuze wijze toen het wrak van de sleepboot voor de kust bij Richmond aan de grond liep.

### Brandweerlieden
Brandweerlieden waren de eersten die reageerden op de ramp. Zij spoedden zich naar de Mont Blanc om te proberen de brand aan boord te blussen. Zij hebben ook een belangrijke rol gespeeld om na de ramp de controle terug te krijgen over de verwoeste stad. Veel brandweerlieden uit de wijde omgeving arriveerden met de hulptreinen. Zij kwamen onder meer uit Springhill (180 km), Amherst (200 km) en Moncton, New Brunswick (260 km).
De brandweer van Halifax bestond ten tijde van de ramp uit 8 brandweerposten, 122 personeelsleden (waarvan 36 fulltime in dienst), 13 brandweerwagens (waarvan 1 gemotoriseerd) en ongeveer 30 paarden. De ploeg van Station 2 in West Street arriveerde als eerste op Pier 6 met de door American LaFrance gebouwde Patricia, de eerste gemotoriseerde brandweerwagen in Canada.
Zij reageerden op "Box 83", de alarmknop van de werf op de hoek van Roome Street en Campbell Road (thans Barrington Street), toen de Mont Blanc afdreef naar Pier 6. Brandalarm vanaf de werf was niet ongewoon maar deze keer was het anders. Zij werden door winkeleigenaar Constant Upham gealarmeerd over de brand. Hij kon vanuit de winkel de brandende Mont Blanc zien en belde de verschillende brandweerposten op om ze te waarschuwen. Uphams winkel was op Campbell Street, direct in het zicht van het schip, en als een van de weinigen had hij de beschikking over een telefoon. Upham belde die morgen om ongeveer 8:45 uur. Ondanks de waarschuwing wist geen der brandweerlieden dat het schip munitie aan boord had. Er wordt echter aangenomen dat de bemanning van de Mont Blanc nog aan boord was toen Station 1 (West Street), Station 2 (Brunswick Street), Station 4 (Gottingen Street) en Station 5 (Quinpool Road) uitreden na de alarmering door Upham. Hijzelf heeft de ontploffing niet overleefd.
Brandweercommandant Edward P. Condon en ondercommandant William P. Brunt waren de volgenden die arriveerden bij de pier. Zij kwamen vanaf Brunswick Street met een in 1911 gebouwde McLaughlin Roadster. De hitte was zo overweldigend dat feitelijk niemand naar het inferno kon kijken. Commandant Condon activeerde "Box 83" opnieuw teneinde versterkingen te krijgen. In de laatste momenten voor de explosie werden de slangen uitgerold om de branden op de kade te kunnen bestrijden. Gepensioneerd spuitgast John Spruin senior was onderweg vanaf Brunswick Street met een door paarden getrokken pomp, terwijl spuitgast John H.E. Duggan vanaf Station 7 in Isleville Street naderde met een andere door paarden getrokken brandweerwagen.
Geen van de brandweerlieden wist van het gevaar dat zij tegemoet traden toen zij om 9:04 uur arriveerden bij de pier, net voordat de explosie de omgeving weg zou vagen. Commandant Edward Condon en ondercommandant William Brunt werden ogenblikkelijk gedood, samen met de bemanning van de Patricia: kapitein William T. Broderick, kapitein G. Michael Maltus, spuitgast Walter Hennessey en spuitgast Frank Killeen. De wagenmenners John Spruin en John Duggan werden onderweg beiden geraakt door metaalsplinters en stierven ter plekke. Ook hun paarden werden direct gedood. Frank D. Leahy, de spuitgast van de Patricia, overleed op 31 december 1917 aan zijn verwondingen. Negen leden van de Halifax Fire Department verloren die dag hun leven tijdens de uitoefening van hun plicht.
De enige overlevende op de plaats van de ramp was de chauffeur van de Patricia William (Billy) Wells. Op het moment van de klap was hij net bezig met een waterkraan. Door de schokgolf werden hem de kleren van het lijf gerukt en ook de spieren van zijn rechterarm waren weggeblazen. Hij slaagde erin weer op de been te komen voor de tsunami hem trof en ook deze overleefde hij. Na de tsunami kon hij zijn collega's niet meer terugvinden. Hij was ook getuige van een tafereel met doden hangend uit ramen en in de telegraafdraden.
Ook brandweerman Albert Brunt overleefde bij toeval de explosie. Hij probeerde op de Patricia te springen toen deze naar de dokken reed. Hij gleed echter uit.
Een nieuwe pompwagen was reeds besteld en arriveerde enkele dagen na de ramp in de stad. De Patricia werd later voor 6000 Canadese dollar herbouwd door bouwer American LaFrance. Deze doneerde ook 1500 dollar aan een fonds ten bate van de gezinnen van de brandweerlieden. Zij ontvingen elk $1000 van de gemeente Halifax (vergelijkbaar met bijna $15.000 in 2007), met uitzondering van één gezin dat $500 ontving.
Bij de 75e herdenking van de "Explosie van Halifax" op 6 december 1992 onthulde de brandweer een monument voor de mannen die omgekomen waren bij het bestrijden van de brand op de Mont Blanc. Dit monument staat bij het tegenwoordige Station 4 op de hoek van Lady Hammond Road en Robie Street.

## Medische hulp
Vrijwel direct na de explosie werden de ziekenhuizen in Halifax overspoeld met doden en gewonden. Iedereen met medische training en ervaring, zowel militairen als burgers, werd betrokken bij de taak om de duizenden gewonden te verzorgen. Militair medisch personeel, voornamelijk van Britse marineschepen, leverde als eerste een aantal hulpteams en zette een geïmproviseerd hospitaalschip op aan boord van het passagiersschip Old Colony. Dit schip was onderweg van de Verenigde Staten naar Groot-Brittannië om omgebouwd te worden tot troepentransportschip. Het werd echter opgehouden in Halifax vanwege noodzakelijke reparaties. In de middag kwamen het passagiersschip USS von Steuben en de begeleidende kruiser USS Tacoma, terugkerend van konvooidienst, te hulp.
Hulptreinen met artsen, verpleegkundigen en voorraden vanuit Nova Scotia en New Brunswick arriveerden reeds anderhalve dag voor de Amerikaanse hulp kwam. De eerst hulptrein van de Intercolonial Railway arriveerde rond het middaguur vanuit Truro (95 km), korte tijd later gevolgd door een trein van Dominion Atlantic Railway vanuit Kentville (100 km). Tegen de avond was er ongeveer een dozijn hulptreinen gearriveerd, onder meer uit Amherst (200 km), Moncton (260 km) en New Glasgow (160 km).
Later kwam de grote Amerikaanse steun op gang, met name vanuit Massachusetts. Hulptreinen brachten meer artsen, verpleegkundigen en medische voorraden naar het rampgebied. Een eerste hulptrein vertrok al om 22:00 uur vanuit Boston (1100 km) op de dag van de explosie. Gehinderd door winterweer en zware sneeuwval arriveerde die ongeveer 29 uur later, om 3:00 uur op 8 december, in Halifax. De trein vervoerde voedsel, water, medische voorraden. Een deel van het medische personeel in Halifax was reeds aan het werk direct vanaf de explosie en door de extra assistentie uit Boston kon dat eindelijk afgelost worden en uitrusten.
Veel van de spoedoperaties betroffen oogverwondingen en -verwijderingen, snijwonden of amputaties. De operatiezalen en -afdelingen waren 24 uur per dag in bedrijf gedurende een aantal dagen. Studenten van de medische faculteit van Dalhousie University werden in dienst genomen om te helpen, zelfs degenen die pas in september met hun studie begonnen waren. Het Rode Kruis, Leger des Heils en Saint John Ambulance zetten al hun beschikbare middelen in bij deze ramp en zetten daarmee de oorlog op het tweede plan.
Het ontbreken van een gecoördineerde zorg voor kinderen in een dergelijke ramp werd opgemerkt door een chirurg uit Boston genaamd Willem E. Ladd, die was gekomen om te helpen. De inzichten die hij opdeed in de nasleep van de ramp brachten hem er toe een pionier te worden in de ontwikkeling van het specialisme der pediatrische chirurgie in Noord-Amerika.

### Voorzieningen
In 1917 had Halifax vier openbare, vier militaire en zeven particuliere ziekenhuizen. De belangrijkste waren het Victoria General Hospital en Camp Hill Hospital. Zij namen de meeste ernstige gevallen voor hun rekening en verwezen lichtere gevallen door naar andere ziekenhuizen en tijdelijke voorzieningen.
Victoria General Hospital was het grootste openbare ziekenhuis in Halifax in die periode. De drie operatiekamers waren continu in bedrijf na de ramp om patiënten in kritieke toestand te behandelen. Het originele gebouw bestaat tegenwoordig niet meer, aangezien het in 1948 vervangen is door het huidige Victoria Building. Het instituut als zodanig bestaat nog wel, als onderdeel van het QEII Health Sciences Centre.
Camp Hill Hospital, gelegen achter Citadel Hill, was een militair hospitaal dat eerder dat jaar voltooid was. Het was snel gebouwd teneinde de vele uit Europa terugkerende gewonden te kunnen behandelen en was pas enkele maanden in dienst. Gedurende de eerste 24 uur na de explosie behandelde het ruim 1400 gewonden.
Archibald MacMechan, die veel ooggetuigeverslagen verzamelde van de ramp, beschrijft Camp Hill Hospital als

een synoniem voor verschrikking ... gebroken botten, brandwonden, brandwonden als gevolg van het contact met kachels en ketels, kneuzingen, verminking, inwendig letsel - maar zonder enige twijfel de meest afschuwelijke wonden waren die toegebracht door rondvliegende glas.

Camp Hill Hospital werd ook opgenomen in het QEII Health Sciences Centre. Geen van de toenmalige gebouwen bestaat nog. Op haar locatie staan nu verschillende nieuwe medische gebouwen, zoals de Halifax Infirmary Building, de Camp Hill Veterans' Memorial Building en de Abbie J. Lane Memorial Building.
Aan de Dartmouth-zijde van de haven werd ook het krankzinnigengesticht ingeschakeld bij de behandeling van gewonden. Gesticht in 1859 onder de naam Mount Hope was in het begin van de twintigste eeuw omgedoopt tot Nova Scotia Hospital. Het was ingericht om 250 patiënten te herbergen. Na de ontploffing ving zij 200 gewonden op. Het psychiatrisch hospitaal bestaat nog steeds en is thans onderdeel van de Capital District Health Authority. Het is een volledig geaccrediteerd opleidingsinstituut, verbonden aan Dalhousie University.

## Wederopbouw

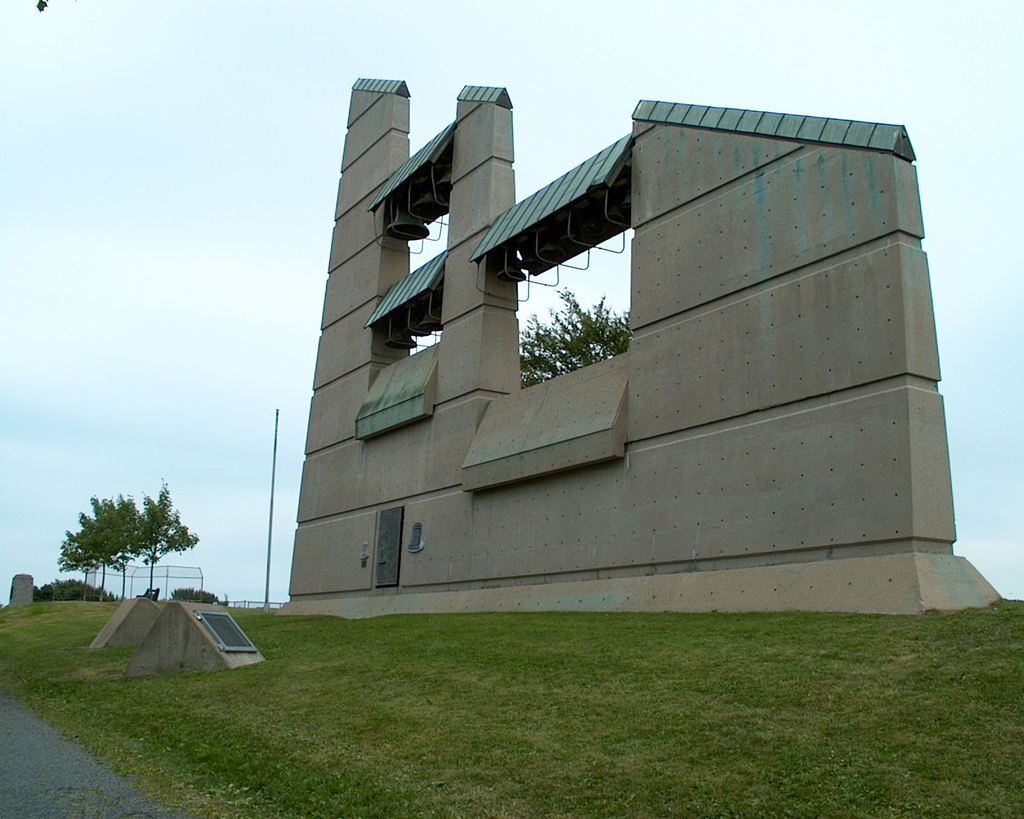
Memorial Bell Tower. Dit monument is opgericht ter herdenking aan allen die hun leven verloren of dramatisch veranderd zagen door de Explosie van Halifax

De buurt North End van Richmond kreeg de volle klap van de explosie te verwerken. In 1917 werd het gezien als een arbeidersbuurt waardoor het niet in aanmerking kwam voor basisvoorzieningen zoals een wekelijkse vuilophaaldienst of bestrating.
Na de explosie benaderde de "Halifax Relief Commission" de wederopbouw van Richmond als een kans om North End te moderniseren en te verbeteren. De Engelse stedenbouwkundige Thomas Adams en de Montréalse architect George Ross werden ingehuurd om een stedenbouwkundig plan voor Richmond te ontwerpen. Adams, geïnspireerd door de Victoriaanse "Garden City Movement" (Tuinstad Beweging), probeerde de bevolking toegang te geven tot groene gebieden en een buurt te creëren met laagbouw, lage bevolkingsdichtheid en een multifunctionele stedelijke omgeving. De wijk "Hydrostone" was het resultaat. De stadsplanners ontwierpen een groot aantal grote woningen die elk aan een met bomen omzoomde, bestrate boulevard lagen. Ross en Adams schreven voor dat de woningen gebouwd moesten worden van het nieuwe en innovatieve brandwerende materiaal genaamd Hydrostone (blokken samengeperst cement). Zij ontwierpen 324 woningen, gebaseerd op het gebruik van Hydrostone ten bate van de honderden mensen die dakloos waren geworden door de explosie.
Toen de wijk Hydrostone gereed was, bestond die uit woningen, bedrijven en parken die gezamenlijke bijdroegen tot het ontwikkelen van een nieuw saamhorigheidsgevoel in North End. De benadering van Ross en Adams was revolutionair voor de aanpak van een arme arbeidersbuurt. De bouw van deze nieuwe en zeer moderne wijk werd dan ook gekritiseerd door vele upper-class bewoners van Halifax. Zij vonden de nieuwe wijk te extravagant en te luxueus voor de aldaar wonende arbeiders. Hydrostone dient echter nog steeds als voorbeeld voor moderne stedenbouwkundige concepten.